# Urgehal

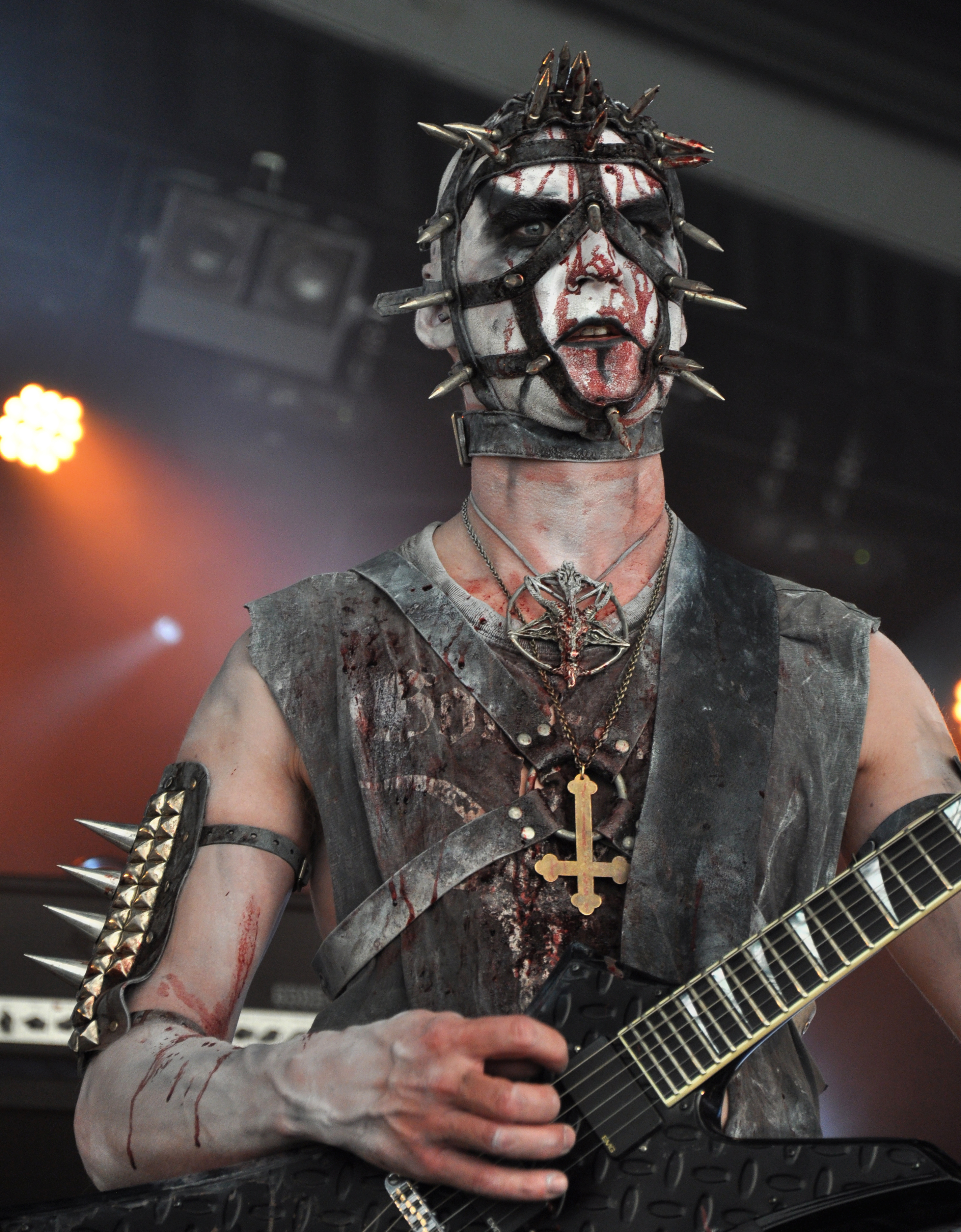
Enzifer, гитарист Urgehal, концерт на фестивале Metal Mean Festival, Бельгия, 2011 год

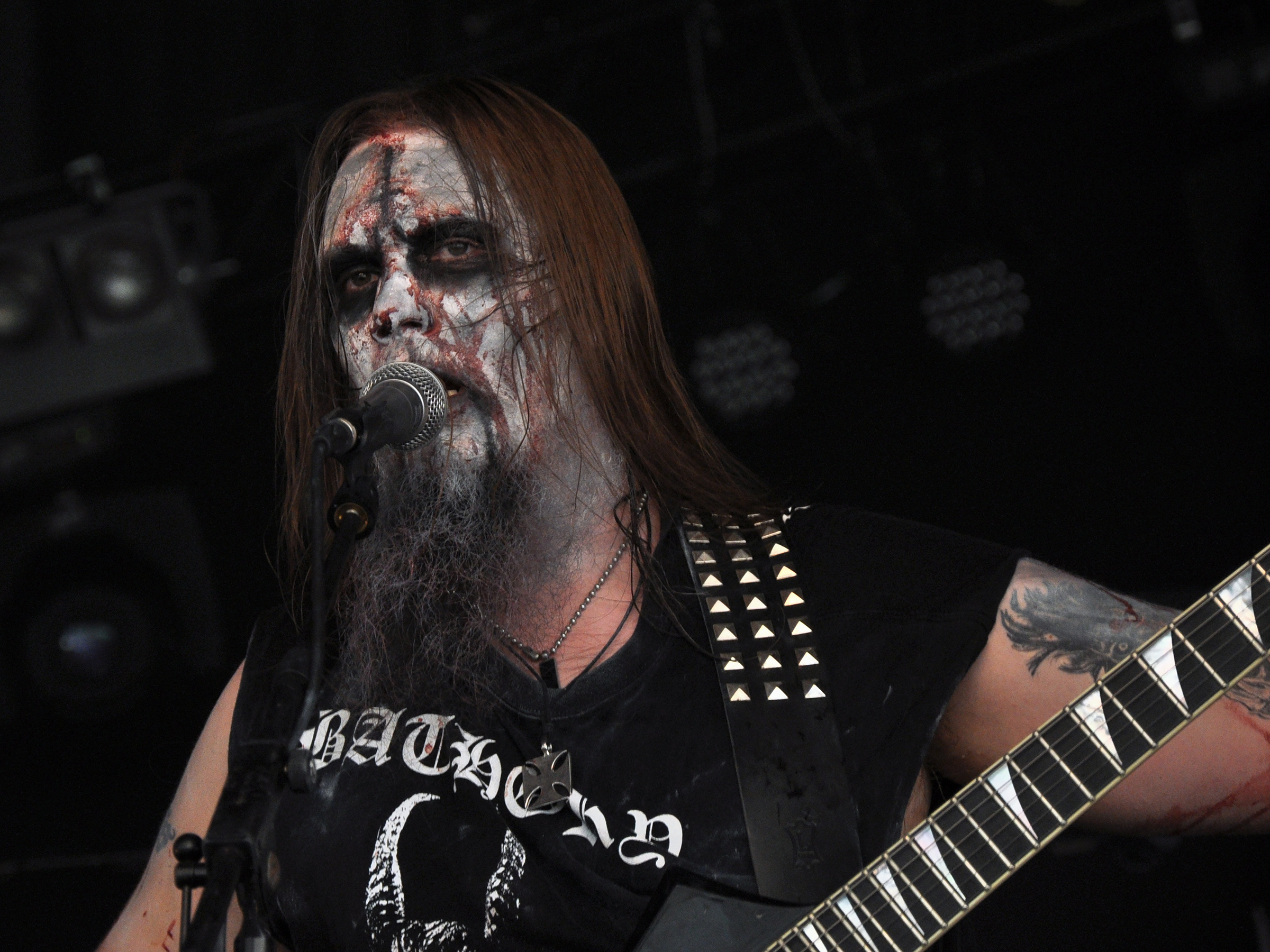
Фронтмен Urgehal — Trondr Nefas (1977—2012) в 2012 году

Urgehal — блэк-метал-группа из Норвегии. Она была создана в 1992 году в Хёнефоссе соло-гитаристом/вокалистом Трондром Братеном (en:Trond Bråthen) («Trondr Nefas») и ритм-гитаристом «Enzifer»ом. На сегодняшний день они выпустили семь полноформатных альбомов, четыре мини-альбома и два демо.
Звучание и стиль группы основывается на норвежском блэк-метале начала 1990-х годов , Enzifer заявлял что норвежская группа Darkthrone является их главным источником вдохновения, также оказавшими влияние были названы группы «старой школы хэви-метала, треш, спид, дэт- и блэк-метал […] и старая южноамериканская сцена экстремального метала».
На сцене Urgehal выступают в традиционной блэк-металлической одежде, используют браслеты с шипами, перевернутые кресты и корпспейнт. Enzifer также известен по выступлениям в маске с шипами, торчащими из неё, которые, по его словам, он использует «чтобы отразить свой внутренний мрак». Urgehal называют себя «сатанинской» группой, объясняя, что для них Сатана это «библейское и метафорическое выражение внутреннего зла человека». По их словам слово Urgehal в древней норвежской мифологии означало «бесконечно глубокий и темный лес, где обитает все зло».

## История
Urgehal была сформирована Трондром и Enzifer'ом в 1992 году. Они выпустили два демоальбома в 1994 и 1995 годах. В начале 1996 года они заключили сделку с немецким лейблом No Colours и в том же году записали свой дебютный альбом Arma Christi. Следующий альбом, Massive Terrestrial Strike, был выпущен в 1997 году. Затем группа выпускалась на лейбле Flesh For Beast — альбом Atomkinder вышел в 2001 году, Through Thick Fog 'till Death в 2003 году. Их пятый альбом, Goatcraft Torment, был выпущен в 2006 году на Agony Records. Вскоре после этого, к 15-летнему юбилею группы был издан альбом Eternal Eclipse, содержащий раритеты и большой фото буклет, с отчетом о истории группы. В 2007 году группа подписала контракт с Season Of Mist. Большинство песен для следующего альбома были написаны в том же году, но из-за внутренних проблем запись была приостановлена и этот альбом — Ikonoklast — был выпущен лишь в начале 2009 года.
Гитарист/вокалист Trondr Nefas умер в мае 2012 года, в возрасте 34 лет. Согласно заявлению группы, смерть была внезапной, но он «умер мирной и естественной смертью» в лесу «в одном из своих любимых мест». Trondr Nefas также работал с рядом других групп. В частности, он был гитаристом и басистом в Beastcraft, Angst Skvadron, Vulture Lord и Bloodsworn.

## Дискография

### Студийные альбомы
- Arma Christi (1997)
- Massive Terrestrial Strike (1998)
- Atomkinder (2001)
- Through Thick Fog Till Death (2003)
- Goatcraft Torment (2006)
- Ikonoklast (2009)
- Aeons in Sodom (2016)

### EP
- Demonrape (2005)
- Satanisk Norsk Black Metal (2007) — сплит с Beastcraft
- Death Is Complete (2011)
- Maatte Blodet Flomme (2012) — сплит с Sarkom

### Компиляции и трибьют-альбомы
- A Norwegian Hail To VON (2005) — Трибьют VON, сплит с Norwegian Evil, Amok и Taake
- The Eternal Eclipse: 15 Years of Satanic Black Metal (2007) — юбилейный альбом, сборник

### Демоальбомы
- Ferd (1994)
- Rise of the Monument (1995)

## Участники
Текущий состав
- Enzifer — гитара (1992-наст.вр.)
- Uruz — ударные (1997—2008, 2010-наст.вр.)
- Mannevond — бас-гитара (2007-наст.вр.)

Бывшие участники
- Nefas — вокал, гитара (1992—2012; годы жизни 1977—2012)
- Chiron — бас-гитара (1992—1997)
- Aradia — клавишные (1992)
- Shregoth (Tomas Torgersbråten) — бас (2003—2006)
- Renton (Eirik Renton) — ударные (2008—2010)